# Yang Zuo
En aquest nom xinès, el cognom és Yang.
Yang Zuo va ser un general militar servint sota el senyor de la guerra Gongsun Yuan durant el període dels Tres Regnes de la història xinesa. En el 238 EC, va liderar un front de tropes juntament amb Bei Yan durant la campanya Liaodong de Sima Yi contra Gongsun. Yang llavors va entaular combat amb Sima durant una llarga batalla, però va acabar sent persuadit per Sima i derrotat. Després va escapar a Xiangping (襄平), el quarter general de Gongsun, i es va rendir a Sima, quan la ciutat va estar sent assetjada.